# Isnåjdspindel
Isnåjdspindel (Collinsia spetsbergensis) är en spindelart som först beskrevs av Tord Tamerlan Teodor Thorell 1871.  Isnåjdspindel ingår i släktet collinsior, och familjen täckvävarspindlar. Arten är reproducerande i Sverige. Inga underarter finns listade i Catalogue of Life.